# Niclas Svensson
Niclas Svensson (3 settembre 1970) è un ex calciatore svedese, di ruolo centrocampista.

## Carriera

### Club
Svensson vestì la maglia del Norrby, prima di trasferirsi ai norvegesi dello Stabæk. Esordì nell'Eliteserien in data 12 aprile 1997, subentrando ad Axel Kolle nella vittoria per 4-1 sul Lillestrøm. L'anno seguente, fece parte della squadra che si aggiudicò la Coppa di Norvegia 1998. Nel 2000 tornò in patria, per giocare nello Häcken. Vi rimase fino al 2003.

## Palmarès

### Club

#### Competizioni nazionali
- Coppa di Norvegia: 1

Stabæk: 1998